# Lansmossor
Lansmossor (Didymodon) är ett släkte av bladmossor. Lansmossor ingår i familjen Pottiaceae.

## Bildgalleri

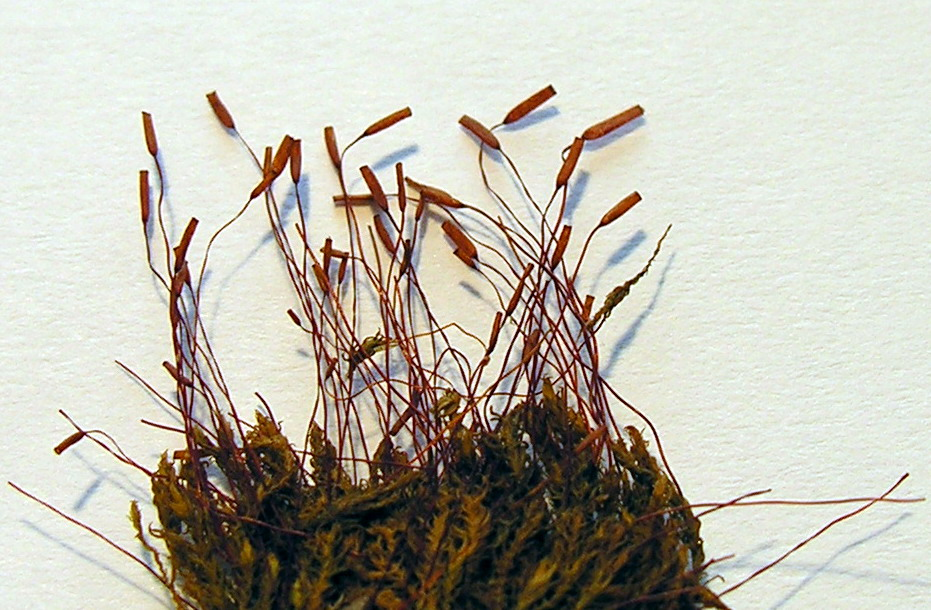

## Dottertaxa till Lansmossor, i alfabetisk ordning[1][2]
- Didymodon aaronis
- Didymodon acutus
- Didymodon albicuspis
- Didymodon alticaulis
- Didymodon amblyophyllus
- Didymodon ampliretis
- Didymodon andreaeoides
- Didymodon anserinocapitatus
- Didymodon argentinicus
- Didymodon argentiniensis
- Didymodon asperifolius
- Didymodon australasiae
- Didymodon austroalpigena
- Didymodon barbulae
- Didymodon barbuloides
- Didymodon bartramii
- Didymodon berthoanus
- Didymodon bistratosus
- Didymodon brachyphyllus
- Didymodon brunneus
- Didymodon calycinus
- Didymodon camusii
- Didymodon canaliculatus
- Didymodon capitatus
- Didymodon cardotii
- Didymodon catenulatus
- Didymodon ceratodonteus
- Didymodon challaense
- Didymodon constrictus
- Didymodon contortus
- Didymodon cordatus
- Didymodon cuspidatus
- Didymodon deciduus
- Didymodon dubius
- Didymodon eckeliae
- Didymodon eckendorfii
- Didymodon epunctatus
- Didymodon erosodenticulatus
- Didymodon fallax
- Didymodon ferrugineus
- Didymodon filicaulis
- Didymodon fragilicuspis
- Didymodon funkii
- Didymodon gaochienii
- Didymodon giganteus
- Didymodon glaucoviridis
- Didymodon glaucus
- Didymodon guineensis
- Didymodon gymnus
- Didymodon hampei
- Didymodon hastatus
- Didymodon haussknechtii
- Didymodon hedysariformis
- Didymodon herzogii
- Didymodon humboldtii
- Didymodon humidus
- Didymodon icmadophilus
- Didymodon imperfectus
- Didymodon incrassatolimbatus
- Didymodon incrassatus
- Didymodon insulanus
- Didymodon inundatus
- Didymodon jackvancei
- Didymodon japonicus
- Didymodon johansenii
- Didymodon juniperinus
- Didymodon laevigatus
- Didymodon lamyanus
- Didymodon leskeoides
- Didymodon lindigii
- Didymodon lingulatus
- Didymodon loeskei
- Didymodon lorentzianus
- Didymodon luehmannii
- Didymodon luridus
- Didymodon macrophyllus
- Didymodon mamillosus
- Didymodon marginatus
- Didymodon maschalogena
- Didymodon maschalogenus
- Didymodon maximus
- Didymodon microthecius
- Didymodon minusculus
- Didymodon mittenii
- Didymodon montevidensis
- Didymodon moritzianus
- Didymodon murrayae
- Didymodon neesii
- Didymodon nevadensis
- Didymodon nicholsonii
- Didymodon nigrescens
- Didymodon norrisii
- Didymodon occidentalis
- Didymodon orbignyanus
- Didymodon pallidobasis
- Didymodon patagonicus
- Didymodon perexilis
- Didymodon perobtusus
- Didymodon planotophaceus
- Didymodon polycephalus
- Didymodon pruinosus
- Didymodon pulvinans
- Didymodon reflexus
- Didymodon reticulatus
- Didymodon revolutus
- Didymodon rigidulus
- Didymodon rivicola
- Didymodon rubiginosus
- Didymodon rufidulus
- Didymodon schilleri
- Didymodon sicculus
- Didymodon sinuosus
- Didymodon soaresii
- Didymodon spadiceus
- Didymodon spathulatolinearis
- Didymodon stenopyxis
- Didymodon stewartii
- Didymodon strictorubellus
- Didymodon subandreaeoides
- Didymodon subfontanus
- Didymodon subrevolutus
- Didymodon subtorquatus
- Didymodon subtriquetrus
- Didymodon subulatus
- Didymodon taylorii
- Didymodon tectorum
- Didymodon tenellus
- Didymodon tomaculosus
- Didymodon tophaceopsis
- Didymodon tophaceus
- Didymodon torquatus
- Didymodon trivialis
- Didymodon umbrosus
- Didymodon uruguayensis
- Didymodon waymouthii
- Didymodon vinealis
- Didymodon wisselii
- Didymodon wollei
- Didymodon xanthocarpus